# Vasilka Stoeva
Vasilka Rafailova Stoeva (udana Maluševa) (bugarski: Василка Рафаилова Стоева Малушева; Kotel, 14. siječnja 1940.) umirovljena je bugarska atletičarka.
Rođena je u gradu Kotelu u Oblasti Sliven u središnjoj Bugarskoj početkom Drugog svjetskog rata, točnije 14. siječnja 1940. Natjecala se u bacanju diska.
U razdoblju između 1967. i 1971. te ponovno 1973., ukupno se šest puta okitila naslovom državne prvakinje u svojoj disciplini.
Najveći uspjeh u karijeri, i jedan od većih uspjeha bugarske atletike, ostvarila je osvajanjem brončanog odličja na Olimpijskim igrama 1972. u Münchenu.
Upravo je na Olimpijskim igrana bacila svoj osobni rekord karijere, u iznosu od 64,34 metra.
Nastupila je i na Europskom prvenstvu 1974. u Rimu, gdje je u završnici osvojila 8. mjesto s hicem od 57,12 metara.